# 蒙提祖馬 (堪薩斯州)
蒙提祖馬（英語：Montezuma）是一個位於美國堪薩斯州格雷縣的城市。

## 地方資料
根據2020年美國人口普查的數據，蒙提祖馬的面積為2.55平方千米，當中陸地面積為2.55平方千米，而水域面積為0.00平方千米。當地共有人口975人，而人口密度為每平方千米382.35人。